# Mokrýš
Mokrýš (Chrysosplenium) je rod dvouděložných rostlin z čeledi lomikamenovité (Saxifragaceae). Jsou to drobné křehké byliny s jednoduchými listy a čtyřčetnými bezkorunnými květy v plochých květenstvích. Jsou rozšířeny v počtu asi 60 druhů v Evropě, Asii, Severní Americe a na jihu Jižní Ameriky. V České republice rostou 2 druhy, nejběžnější je mokrýš střídavolistý.

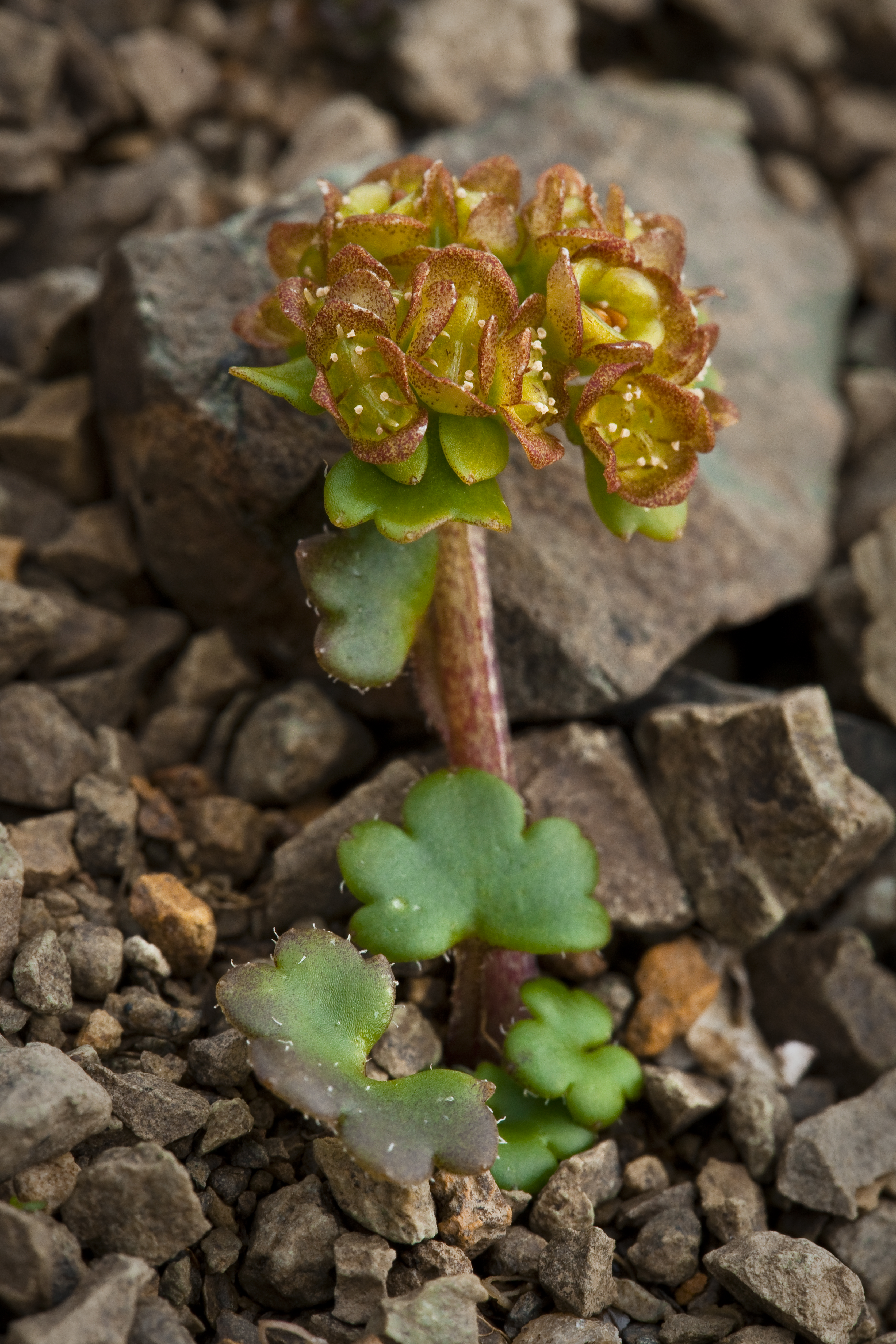
Mokrýš Chrysosplenium wrightii

## Popis
Mokrýše jsou vytrvalé, drobné, křehké a poněkud dužnaté byliny se střídavými nebo vstřícnými jednoduchými listy. Rostliny obvykle mají oddenky, hlízy nebo drobné hlízky. Květonosná lodyha je plazivá, vystoupavá nebo přímá. Listy jsou řapíkaté, bez palistů. Květy jsou uspořádané v plochém vrcholíku a podepřené nápadnými listeny, výjimečně jednotlivé. Češule je do určité míry srostlá se semeníkem. Květy jsou nejčastěji zelené, žlutozelené, červené, oranžové nebo purpurové, většinou čtyřčetné, řidčeji pětičetné. Koruna chybí. Tyčinky jsou 4, 8 nebo 10, s krátkými šídlovitými nitkami. Semeník je polospodní, složený ze 2 částečně srostlých pestíků. Obsahuje 1 komůrku s mnoha vajíčky. Plodem je tobolka se 2 zobany, obsahující mnoho drobných semen.

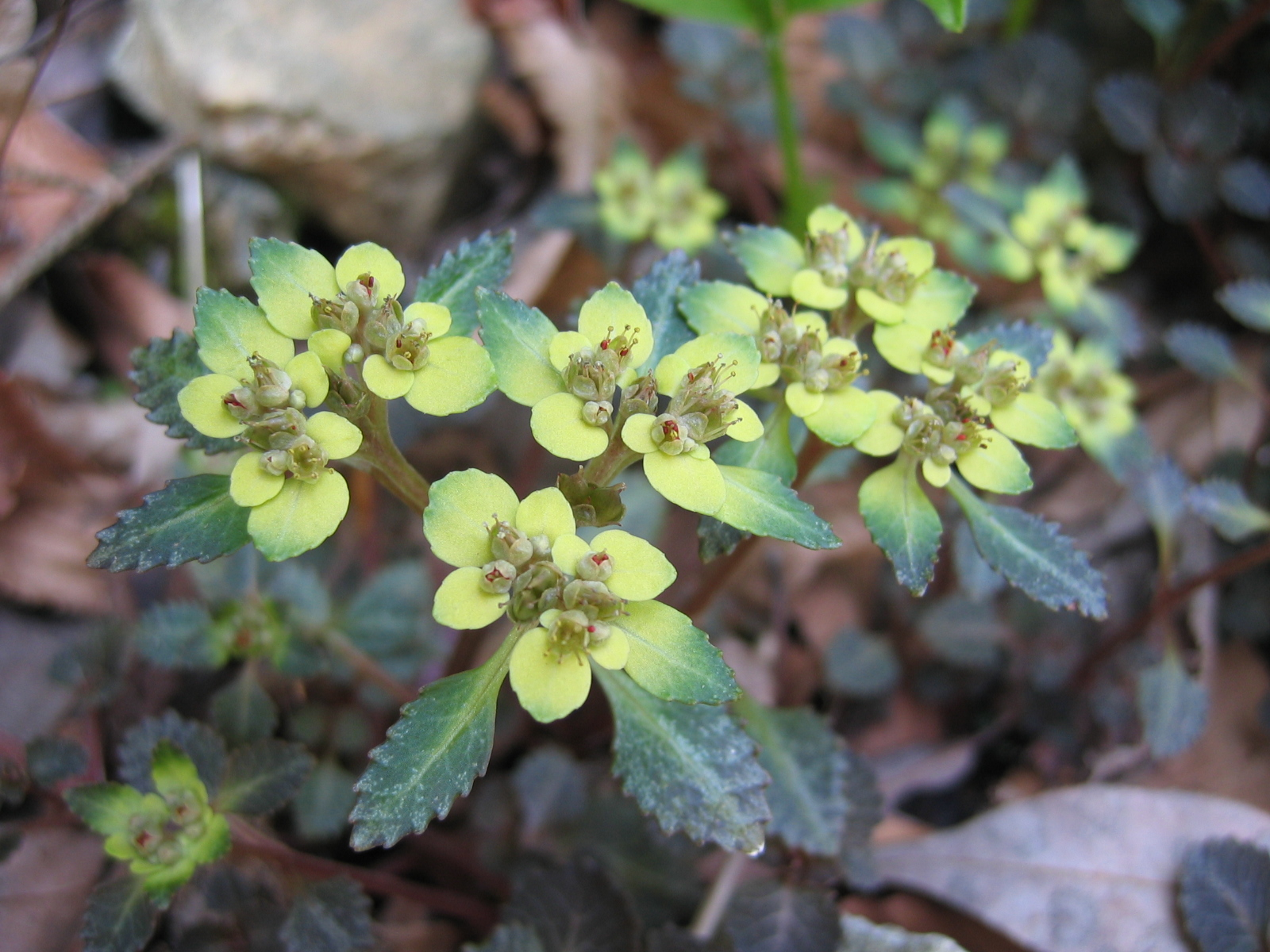
Mokrýš Chrysosplenium macrostemon
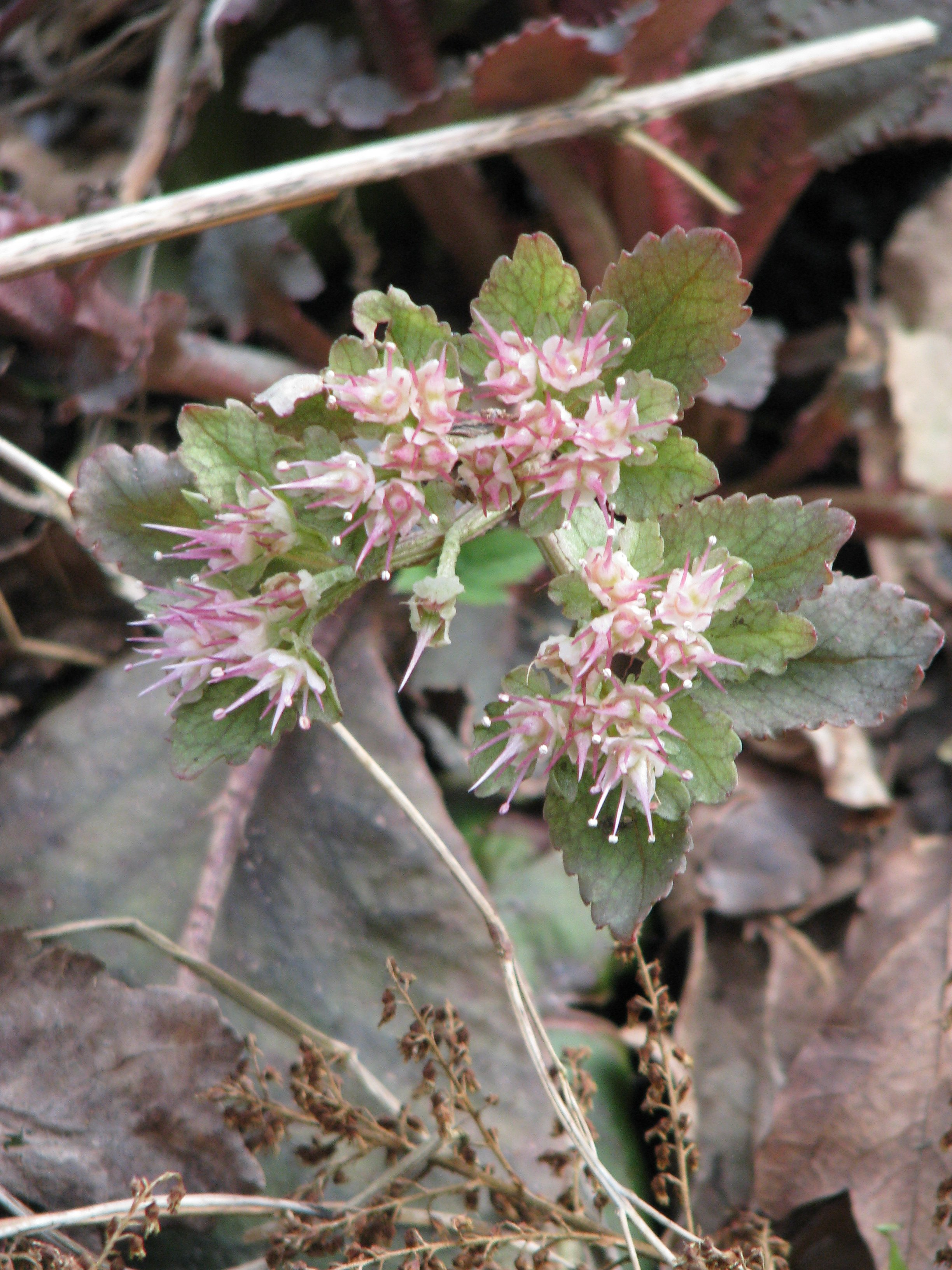
Mokrýš Chrysosplenium macrophyllum
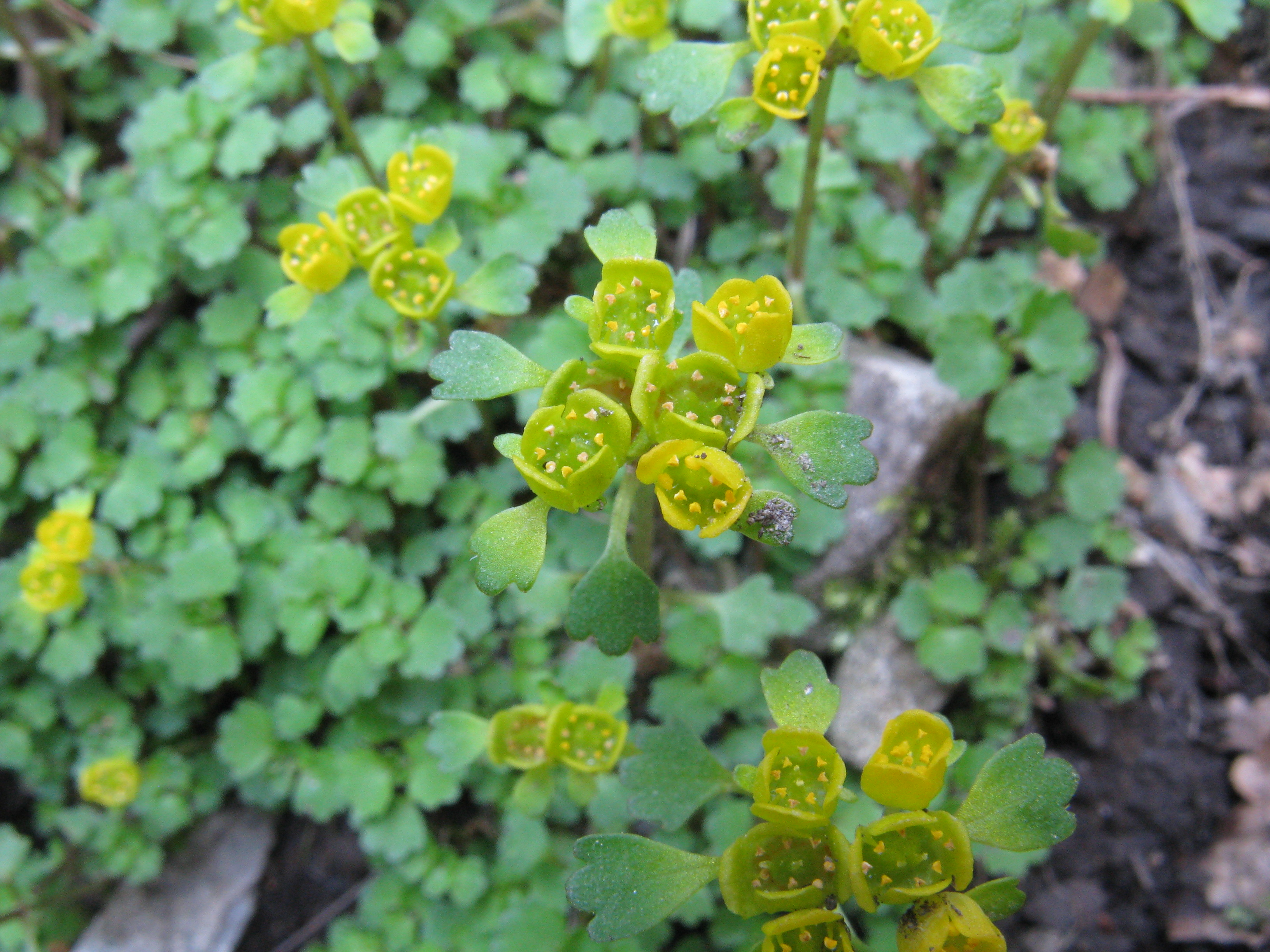
Chrysosplenium pilosum
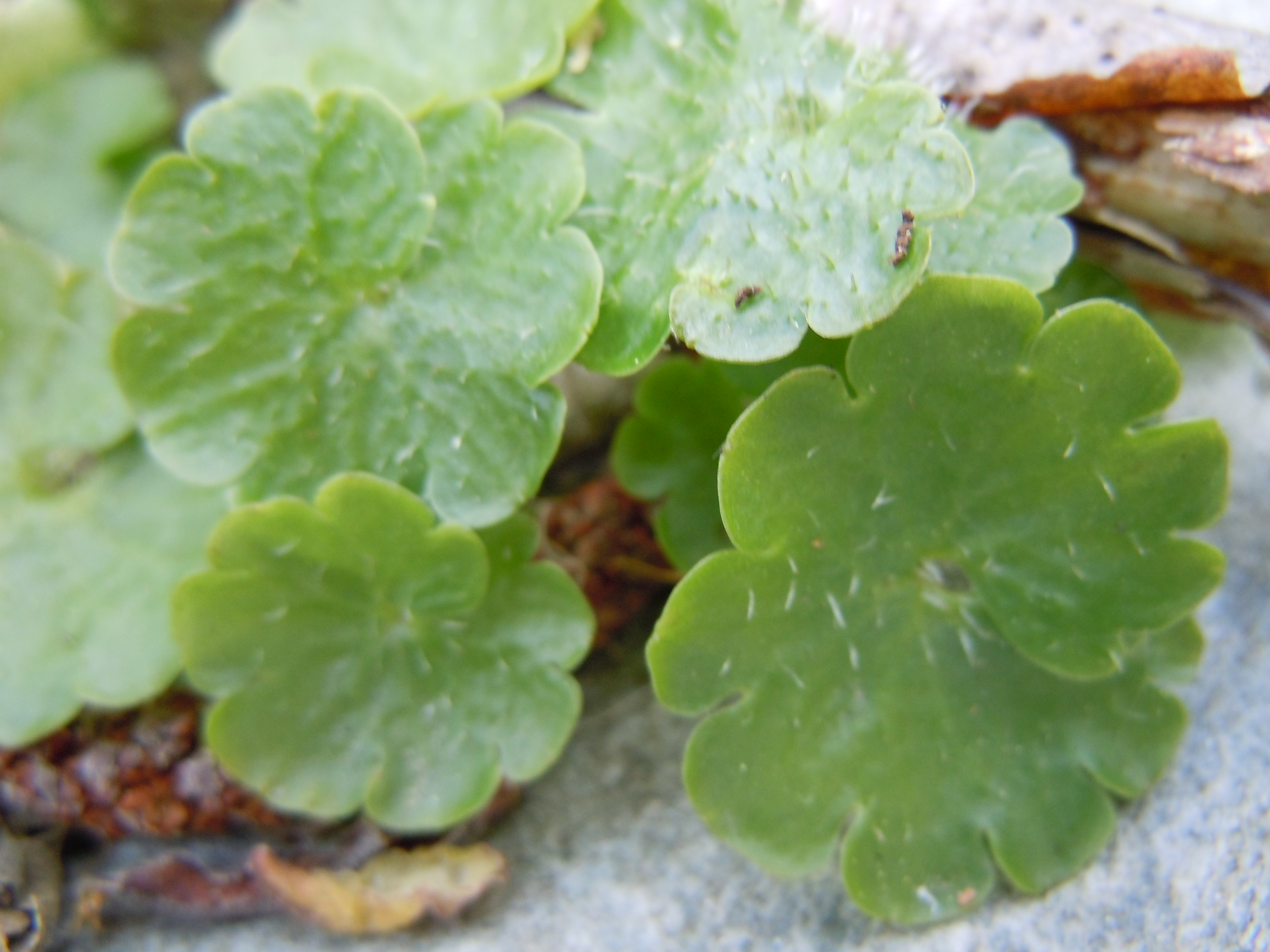
Listy mokrýše vstřícnolistého

## Rozšíření
Rod mokrýš zahrnuje asi 57 druhů. Je rozšířen v mírném a arktickém pásu severní polokoule a v jižní části Jižní Ameriky. Nejvíce druhů se vyskytuje ve východní Asii. V Himálaji roste 27 druhů, ze samotné Číny je uváděno 35 druhů, z Japonska 10. V Severní Americe roste celkem 6 druhů, z toho 4 v západní a 2 ve východní části kontinentu. V nejjižnější části Jižní Ameriky rostou 2 druhy, Chrysosplenium valdivicum a Ch. macranthum. Některé druhy (Ch. alternifolium, Ch. tetrandrum) mají obtočnový (cirkumboreální) areál rozšíření, zahrnující arktické oblasti Eurasie i Severní Ameriky.
V České republice se vyskytují 2 druhy mokrýše: mokrýš střídavolistý a vzácnější mokrýš vstřícnolistý, který zde má východní hranici rozšíření. V květeně celé Evropy je zastoupeno celkem 5 druhů. V arktických oblastech severní Evropy roste Ch. tetrandrum, v horách jižní Itálie Ch. dubium, ve východních Karpatech (Rumunsko, Rusko) Ch. alpinum.

## Ekologické interakce

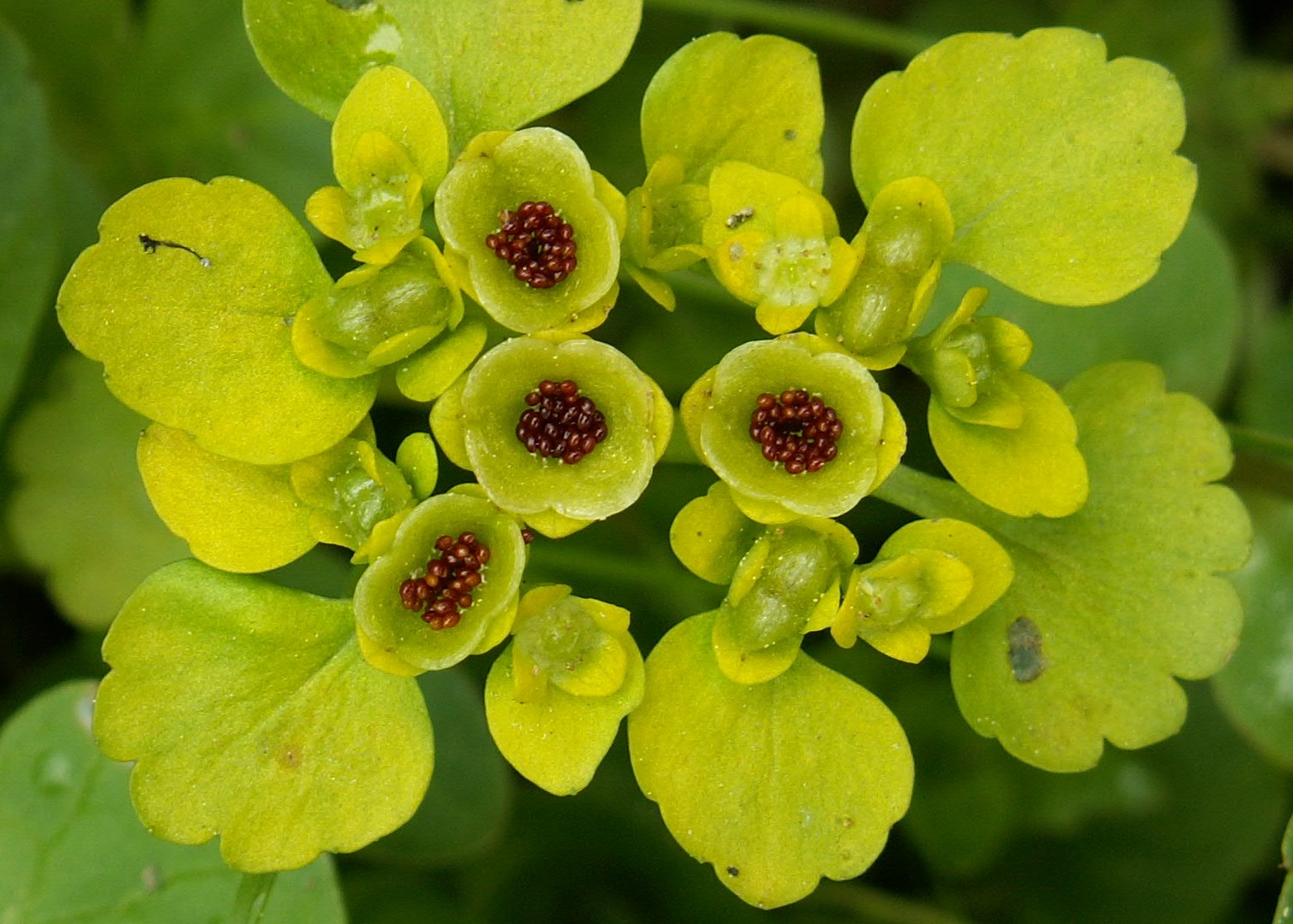
Otevřené zralé plody mokrýše střídavolistého

U arktického druhu Ch. tetrandrum byla zjištěna častá samosprašnost, usnadněná tím, že se tyčinky v průběhu vývoje květu přiklánějí ke čnělkám.
Tobolky mokrýšů mají po otevření miskovitý tvar a drobná semena jsou z nich kapkami deště rozstřikovány do okolí.

## Taxonomie
Rod Chrysosplenium bývá rozdělován podle postavení listů na dvě sekce: Oppositifolia a Alternifolia. Toto dělení na dvě vývojové větve bylo potvrzeno i molekulárními metodami.
V minulosti byl za vývojové centrum považován jih Jižní Ameriky, fylogenetická analýza poukazuje na vývojové centrum spíše ve východní Asii.

## Zástupci
- mokrýš střídavolistý (Chrysosplenium alternifolium)
- mokrýš vstřícnolistý (Chrysosplenium oppositifolium)